# 鸡足山大乘教
鸡足山大乘教，又称为“张保太大乘教”，为清朝康熙年间由张保太在云南鸡足山创立的羅教系的秘密宗教组织，被清政府列为邪教。

## 名词释意
鸡足山大乘教与北魏的大乘教和始于明朝的东大乘教并无直接联系。但大乘教对弥勒佛的崇拜和叛乱自南北朝起一直没有中断，因此，鸡足山大乘教也是这种延续。而鸡足山大乘教的无生老母崇拜则直接来自于始于明朝的西大乘教，歸本於之羅教，主張儒释道三教合一，崇奉老母娘。
鸡足山大乘教因传教地在云南鸡足山而得名。

## 历史
一般认为，鸡足山大乘教最初由云南腾越州生员杨鹏翼于清康熙年间所创。
杨鹏翼信奉由陕西泾阳傳來的羅教，在雲南地區講論時藝文時，向信佛教的鄉民傳教，要求民眾喫齋，禮拜老母娘。使鸡足山大乘教最终成势的是其弟子张保太。
张保太是云南大理府太和县人，生于云南景东府。自幼喫斋。自清康熙二十余年间，张保太在大理府鸡足山上开堂传教，自取法名“道岸”，释名“洪裕”，并称“西来教主”，是鸡足山达摩传派。张保太称其教为“陕西泾阳八宝山无生高老祖开派，流传到四十八代祖师杨鹏翼”。张保太受教于杨鹏翼，因此自称是四十九代收圆祖师。鸡足山地处交通要道，张保太的传授得到很多人响应。
当时正值康熙帝平定三藩之亂（1673-1681年），民众饱受战乱之苦，渴望“明主”现世。鸡足山大乘教教徒则希望以宗教支持朱明东山再起，因此很受清政府关注，严加防范控制；以后大乘教渐渐放弃复明思想，专力反抗清政府，制造暴動。雍正初年，大乘教已经形成以云南、四川、贵州三省独立运作的中心，势力达到湖广、陕甘、山西、河南、安徽、江西、广东、江南各省，甚至远达京师等地。在常州，曾发生一家十三口殉教惨案，这些信徒相信当年应当升天成佛，于是集体絕食辟谷而终。
雍正八年（1730年），清廷首次破获大乘教案。但由于交通不便，公家围剿困难，所以延绵日久，牵连众多。乾隆二十五年，鸡足山大乘教的一个分支无为教，在其已死教首孙奎的徒弟宋朝伦领导下，在四川合江起事。宋朝伦利用前教首孙奎的影响力，诈称孙奎未死。于是很多人响应参与暴动，造成了整个西南地区局势动荡，民众恐慌。在宋朝伦被捕后，清政府为杜绝有人再次诈称前教首未死，下令所有教徒跪于刑场，观看凌迟、绞死、斩首宋朝伦等要犯。
贵州区鸡足山大乘教最终在乾隆十一年（1746年）四月十五日为云贵总督兼管贵州巡抚事的张广泗所灭。 随后张广泗乘胜追击，一举将其他省份的大乘教灭除。四川区教首刘奇和其他各省教首都被处死。

## 教义
鸡足山大乘教教义的核心为三教合一，但特别重佛教。其供奉的神有无极圣母、玉皇大帝和弥勒佛。杨鹏翼著有《解三教释道》等书。张保太刊刷了这些书，使其成为该教开创教义。
与以往的大乘教单事弥勒佛不同，鸡足山大乘教儒释道三教合一。这种复合崇拜对后世其他新兴宗教的发展是有很强的影响的；比如，清末民初盛行的归根道。

## 组织结构
由于交通不便，大乘教在云南、四川和贵州各有中心。在云南，教权一直掌握在张氏家族手中；在张保太儿子亡故后，张保太传位于继子张晓。乾隆六年（1741年）张保太死于监狱，所留下的经卷、柬帖、授记等，均由义子张晓继承下来，接掌开法堂和散发授记之权，成为云南掌教之首。云南区的势力范围包括湖南等处。
在贵州，则由张保太另一个弟子魏明琏掌管教权。魏明琏死后，妻子王氏接管贵州区教权。
在四川，掌管教权的先后有三人，唐登芳、孙奎和刘奇。孙奎死后，刘奇接管四川区教权。与其他人不同，刘奇政治意图明确，著有《东明历》等经卷，还在一些经文中谈论“历代兴废”等政治理念。

### 引用
1. ↑  《朱批档》，乾隆十一年十一月二十五日云贵总督张广泗奏折：《清高宗实录》卷268，乾隆十一年六月辛未
2. ↑  [hk.plm.org.cn/e_book/xz-7972.pdf “中国宾川鸡足山佛教论坛”综述]